# Wybrzeże Leopolda i Astrid
Wybrzeże Leopolda i Astrid (ang. Leopold and Astrid Coast, norw. Kong Leopold og Dronning Astrid Land) – część wybrzeża Ziemi Księżniczki Elżbiety na Antarktydzie Wschodniej. Przylega do niego Zachodni Lodowiec Szelfowy.
Leży pomiędzy zachodnim skrajem Zachodniego Lodowca Szelfowego (81°24′E), za którym rozciąga się Wybrzeże Ingrid Christensen, a Przylądkiem Pencka (87°43′E), który oddziela je od Wybrzeża Wilhelma II. Wybrzeże zostało odkryte 17 stycznia 1934 roku podczas przelotu badawczego, przez Norwegów Alfa Gunnestada i Niasa Larsena. Dowódca wyprawy Lars Christensen nazwał je na cześć króla Belgii, Leopolda III i królowej Astrid.